# Dekalog, trzy
Dekalog, trzy (polonès: Decàleg, tres) és la segona part de Dekalog, la sèrie de pel·lícules dramàtiques dirigida pel director polonès Krzysztof Kieślowski per a televisió, possiblement connectada amb els imperatius tercer i sisè dels Deu Manaments: "Recorda't del dia del dissabte, per santificar-lo" i "No cometràs adulteri"".

## Argument
És Nit de Nadal. Janusz (Daniel Olbrychski), un taxista, interpreta a Święty Mikołaj (aproximadament equivalent a Santa Claus) per als seus fills i després torna a casa com ell mateix (creuant-se breument amb Krzysztof). de Dekalog, jeden) a la seva dona i als seus fills, per passar la vetllada amb ells. Assisteixen a la missa a la ciutat. Allà veu l'Ewa (Maria Pakulnis), amb qui va tenir una aventura tres anys abans. L'Ewa acaba de trobar-se a l'església després de visitar la seva tia senil a la casa de repòs (la tieta confusa li pregunta a l'Ewa si ha fet els deures, però també li pregunta pel seu marit).
Més tard, l'Ewa arriba a casa de Janusz buscant el seu ex-amant, demanant-li que l'ajudi a trobar el seu marit, que segons ella ha desaparegut. Janusz surt de casa dient que li han robat el taxi, encara que la seva dona (Joanna Szczepkowska) sospita d'alguna cosa i li suggereix que el deixi en pau. Janusz respon que el taxi és la seva única font d'ingressos i se'n va. Janusz i Ewa passen tota la nit conduint per la ciutat, discutint el passat i el present. Janusz té ganes d'anar a casa i estar amb la seva família el vespre de Nadal, però l'Ewa està desesperada i aconsegueix mantenir-lo amb ella preparant pistes pel camí per localitzar el seu marit. Investiguen als hospitals i a l'estació de tren. Finalment, Janusz veu el seu joc però no diu res.
Quan el rellotge toca les set de l'endemà al matí, l'Ewa revela que ha mentit a Janusz. Ja no està amb el seu marit; es van divorciar just després de la seva cita amb Janusz, i fa tres anys que viu amb la seva nova família a Cracòvia. Ara es veu obligada a fer les vacances tota sola mentre veu com altres famílies comparteixen l'amor i la pau que ella no té. L'Ewa revela que havia creat un esquema en la seva ment: si aconseguia el seu "joc" mantenint a Janusz lluny de la seva família fins a les 7 del matí, tot tornaria a estar bé. Si no, es suïcidaria. Marxen a l'alba, Janusz torna amb la seva família i Ewa a la seva solitud. Quan Janusz arriba a casa, la seva dona sospitosa li pregunta si ha reiniciat la seva relació amb l'Ewa. Promet no tornar-la a veure mai més.

## Tema
La pel·lícula explora personatges que s'enfronten a un o diversos dilemes morals o ètics mentre viuen en un gran projecte d'habitatges a Polònia als anys vuitanta.
Els temes es poden interpretar de moltes maneres diferents; tanmateix, cada pel·lícula té la seva pròpia literalitat:
| ! Manament (enumeració catòlica romana)  | Ideal                 | Tema Kieslowskià                                                                  |
| ---------------------------------------- | --------------------- | --------------------------------------------------------------------------------- |
| Recordeu el dissabte, per santificar-lo. | La santedat del temps | Les designacions horàries (vacances, dia/nit, etc.) com a dipòsits de significats |

## Repartiment
- Daniel Olbrychski - Janusz
- Maria Pakulnis - Ewa
- Joanna Szczepkowska - La dona de Janusz
- Artur Barciś - conductor de tramvia
- Krystyna Drochocka - tia
- Krzysztof Kumor - metge
- Henryk Baranowski - Krzysztof
- Jacek Kalucki - policia

Actors d'altres episodis interpretant diferents papers:
- Zygmunt Fok, Jacek Kalucki, Barbara Kolodziejska, Maria Krawczyk, Jerzy Zygmunt Nowak, Piotr Rzymszkiewicz, Wlodzimierz Rzeczycki, Wlodzimierz Musial